# ディミトリ・コニシェフ

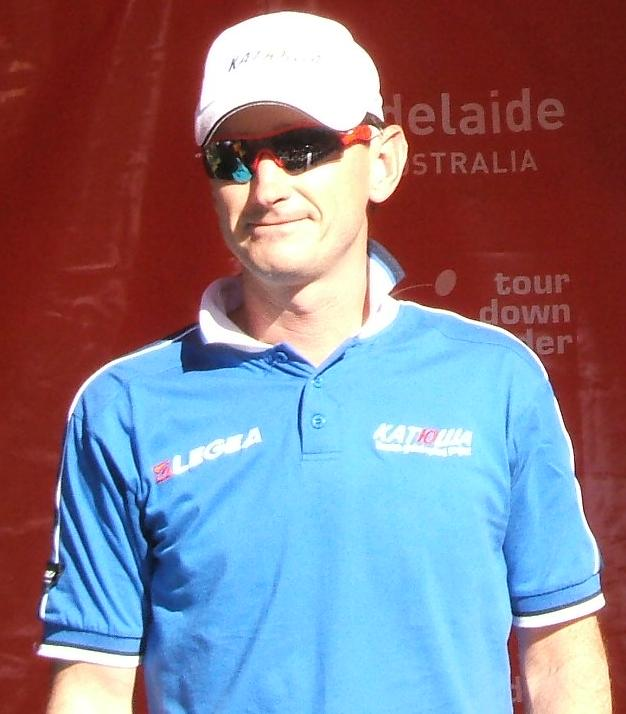
ディミトリ・コニシェフ

ディミトリ・コニシェフ（Дмитрий Борисович Конышев、Dimitri Konyshev、1966年2月18日 - ）は、ロシアの自転車プロロードレース選手。ゴーリキー出身。1989年プロデビュー。2006年に引退。主にステージレースの区間優勝を狙うスプリンターとして活躍。狡猾な走りで通算40勝を挙げた。

## 経歴
多くのロシア人選手の例に漏れず、アルファ・ルムでデビュー。初年度から早くも3勝を挙げるが、より大きな勝利は翌1990年のツール・ド・フランスの区間優勝。ポイント賞を獲得したオラフ・ルードヴィッヒと共に旧共産圏の選手の力を見せ付けた。翌1991年にはシャンゼリゼを含む区間2勝を上げて一流スプリンターとしての地位を確立する。
マリオ・チポリーニやエリック・ツァベルのような派手さは無いものの、ツール・ド・フランスでは1999年に1勝、ジロ・デ・イタリアでは1993年に2勝、1997年と2000年に各1勝をあげ、確実に存在感を示した。特に2000年には34歳という高齢でスプリント賞（マリア・チクラミーノ）を獲得している。
非常に選手寿命が長かったがその一因として、力任せのスプリントではなく時には「死んだふり」をするような狡猾さを持ち合わせていたこと、西側諸国の人間が持っていた「ロシア人」のイメージをひっくり返す陽気さでチームに溶け込んでいたことが上げられる。
引退後は選手生活の経験を生かして新たに結成されたプロフェッショナルコンチネンタルチーム「ティンコフ」のスポーツディレクターに就任。好成績により新たなスポンサーを得て発展した新チーム「カチューシャ」でも引き続きスポーツディレクターを務めている。

## 所属チーム
- 1989～1990年 アルファ・ルム
- 1991～1992年 TVM
- 1993～1994年 ジョッリ・クラブ88
- 1995～1996年 AKI
- 1997年 ロスロットZG
- 1998～1999年 メルカトーネウノ
- 2000～2002年 ファッサボルトロ
- 2003年 Marlux
- 2004～2005年 チームLPR

## 主な勝利

### グランツール
- 1990年 ツール・ド・フランス1勝
- 1991年 ツール・ド・フランス2勝
- 1993年 ジロ・デ・イタリア2勝
- 1996年 ブエルタ・ア・エスパーニャ1勝
- 1997年 ジロ・デ・イタリア1勝 インテルジロ賞
- 1999年 ツール・ド・フランス1勝
- 2000年 ジロ・デ・イタリア1勝 スプリント賞

### ステージレース
- 1991年 ティレーノ～アドリアティコ1勝
- 1992年 ブエルタ・チクリスタ・アストゥリア1勝
- 1994年 ロンド・ファン・ネーデルランド1勝
- 1996年 ホフブロウ・カップ総合優勝・区間2勝
- 2001年 ツール・ド・スイス1勝

### ワンデイレース
- 1990年 ソビエト連邦選手権優勝
- 1993年 ロシア選手権優勝
- 1997年 グランプリ・ワロニエ優勝
- 1999年 コッパ・サバティーニ優勝
- 2000年 グランプリ・フュルミ優勝
- 2001年 ロシア選手権優勝 コッパ・サバティーニ優勝